# Les 101 Dalmatiens
Pour les articles homonymes, voir Les 101 Dalmatiens (homonymie).
Les 101 Dalmatiens (The Hundred and One Dalmatians) est un roman pour la jeunesse de Dodie Smith, paru en 1956, qui a notamment inspiré le film du même nom des studios Disney.
Le roman a été publié en feuilleton sous le nom The Great Dog Robbery dans le magazine Woman's Day. L'œuvre de Dodie Smith est liée à sa vie personnelle : après la mort d'un dalmatien nommé Pongo appartenant à son mari Alec Beesley, le couple acquiert deux dalmatiens nommés Folly et Buzz. Le couple de dalmatiens donne naissance en 1943 à quinze chiots dont l'un semble mort-né, mais Alec parvient à le ranimer.

## Différences entre le roman et le film
Dans le film, le mari de Cruella d'Enfer a été supprimé et le couple Dearly (Roger et Anita) renommé en Radcliff,. Le plus grand changement est la fusion des deux chiennes des Dearly en un seul personnage : dans l'histoire originale, les Dearly ont une chienne nommée Missis qui met bas 15 chiots, puis recueillent une chienne abandonnée nommée Perdita, qui aide Missis à élever une partie de ses chiots,. Le scénariste du film, Bill Peet a renommé Missis en Perdita, nom qu'il préfère, et supprimé le second personnage,. Il en va de même avec les deux servantes du couple, Nanny Cook et Nanny Butler, qui ne forment plus qu'une chez Disney.

## Éditions françaises
Il ne faut pas confondre les quelques traductions « littérales » du roman avec les nombreuses éditions adaptées du roman original, produites et novélisées à la demande de la Walt Disney Company après la sortie du dessin animé en 1961 et les années suivantes.
Parmi ces traductions en français :
- Dodie Smith (trad. de l'anglais par Pierre Bonvallet, ill. Jean Reschofsky), Les 101 Dalmatiens : Plus on est de chiens... [« The Hundred and One Dalmatians »], Paris, éd. Hachette, coll. « Idéal-Bibliothèque », 1977, 190 p., 20 cm (ISBN 2-01-004866-0, BNF 43453122)
- Dodie Smith (trad. de l'anglais par Carlos Nilson, ill. Janet et Anne Grahame Johnstone), Les 101 Dalmatiens [« The Hundred and One Dalmatians »], Paris, éd. Gallimard, coll. « Folio Junior » (no 691), 12 octobre 1998, 233 p., 18 cm (ISBN 2-07-051995-3, BNF 43459714)

## Source
- Cet article est partiellement ou en totalité issu de l'article intitulé « Les 101 Dalmatiens (film, 1961) » (voir la liste des auteurs).